# 楊文明
楊文明（發音：[jɨəŋ van miŋ̟] ⓘ；1916年2月16日—2001年8月5日），越南共和國軍事、政治人物。在總統吳廷琰任內，他是越南共和國陸軍的高級將領。1963年，楊文明參與推翻吳廷琰總統的政變並將吳廷琰殺害，隨後成為軍人革命委員會主席。但他僅僅擔任了三個月的國家元首，就被阮慶發動政變推翻。
1975年4月28日，在共產主義勢力兵臨西貢城外時，楊文明接替陳文香成為代理總統，也是越南共和國最後一任總統。兩天之後西貢淪陷，他向越南人民軍投降。
楊文明擁有6英尺（183公分）的身高和200磅（90公斤）的體重，大幅高於越南人的平均身高，因而獲得「大明」（Minh Lớn）這個綽號。在越南習慣以個人名（tên chính）來稱呼一個人，故而多稱他為「明」（Minh）。「大明」綽號也用來將其與同為南越將軍的陳文明區別開來，陳文明的綽號為「小明」（Minh Nhỏ）。

## 早年生涯
楊文明出生在湄公河三角洲美湫省的一個富裕地主家庭，曾在法屬印度支那殖民政府財政部擔任重要職務。他進入西貢頂級的殖民學校——沙瑟盧-洛巴學院（Collège Chasseloup-Laubat，今胡志明市黎貴惇普通中學）學習，在那裡成為柬埔寨國王諾羅敦·施亞努的校友。與同班同學不同的是，他拒絕了法國國籍，而是加入由當地人組成的法國殖民軍隊——本土軍團（Corps Indigène）。
1940年，他成為一名軍人，成為僅有的五十名畢業於法國巴黎軍事學校的現役越南人軍官中的一員。1940年代，大日本帝國入侵印度支那，自法國手中奪取控制權。楊文明被逮捕，在日本憲兵隊的酷刑折磨下他只剩下了一顆牙齒。他笑的時候一直露出唯一一顆牙齒，這被他認為是沒有牙齒的一個標誌。

## 對抗平川派及和好教
1952年，楊文明轉而為法國支持下的越南國軍服役。1954年，他被越盟抓獲，在扼殺一個看守並打敗幾個人後成功逃脫。
1955年，他率領越南國軍參加西貢戰役，解除了平川派犯罪團夥在堤岸市區的私人武裝。戰勝平川派後，吳廷琰把注意力轉向和好教，決定征服它。6月5日，楊文明率領的越南國軍與黎光榮率領的和好教武裝在芹苴交鋒。和好教的五個營迅速投降；到月底為止，黎光榮及其他三名領袖逃往柬埔寨邊界。在楊文明的突襲下，其他三名領袖的士兵最終投降，但黎光榮的士兵卻抵抗到底。在意識到無法擊敗楊文明後，黎光榮的武裝為避免越南國軍使用自己拋棄的資源，便破壞了基地，退入叢林之中。在那年剩餘的時間裏，黎光榮率領三千名追隨者一直逃避楊文明的追捕。翌年4月13日，黎光榮被偵察隊抓獲，隨後處決，其餘部眾被楊文明擊敗。
對平川派及和好教的勝利是楊文明軍旅生涯的巔峰。獲勝後，楊文明參加閱兵儀式，當他的吉普車到達閱兵臺前，吳廷琰擁抱並輕吻了他的雙頰。在對平川派控制的城市發動清洗後，他在西貢百姓中尤為受歡迎。這也使他獲得美國官員的賞識，儘管他的英語很差，但仍被送往美國，在堪薩斯州的美國陸軍指揮參謀學院學習。
1960年11月，越南共和國發生一場針對吳廷琰的未遂政變。此時楊文明早已對吳廷琰不抱幻想，在總統府被包圍之時，他沒有參加防禦，而是在自己西貢的家中。作為回應，吳廷琰任命他為總統府軍事顧問，在這個職位上他對軍隊沒有影響力，若是要發動政變也沒有軍隊可以指揮。根據霍華德·瓊斯的說法，楊文明「負責三部電話」，直到吳廷琰被推翻之時仍然擔任這個職務。

## 推翻吳廷琰
楊文明與同樣遭受吳廷琰懷疑而被剝奪軍隊指揮權的陸軍參謀長陳文敦一起，前往泰國對東南亞條約組織的軍事訓練進行觀察。在泰國，他們得知了吳廷琰對佛教徒的政策引起了地區不安。
在9月與小亨利·卡伯特·洛奇的會面中，楊文明不斷責備吳廷琰，公開譴責由吳氏家族的勤勞黨創立的極權國家。保羅·D·哈金斯說楊文明「我在場的時候，（他）除了向我抱怨政府及其處理方式，甚麼也沒做。」哈金斯懷疑楊文明宣佈了普遍的公眾覺醒。
9月末，甘迺迪總統派麥納馬拉-泰勒代表團來調查南越的政治及軍事情況。還包括調查一個陸軍政變。楊文明表達與勞勃·麥納馬拉及馬克斯維爾·泰勒會面的興趣，因而組織了一場網球雙打比賽。麥納馬拉注視著泰勒與楊文明打球，在中場休息時，他們對此話題作出明白的暗示。對此楊文明沒有顯示出任何想要發動政變的跡象，讓二人十分困惑。後來楊文明向泰勒傳遞抱怨華盛頓對政變缺乏支持的消息。吳廷琰在1963年佛教徒危機中變得十分不受歡迎；美國透過中央情報局瞭解到越南將軍們不會反對吳廷琰被推翻。楊文明是當時第二高軍銜的將軍，1963年11月1日，他發起推翻吳廷琰的政變。
中午，楊文明命令自己的警衛阮文戎逮捕了吳廷琰最親密和最忠誠的朋友黎光松上校。由於數月前黎光松在吳廷瑈的指示下偽裝成普通軍人查抄舍利寺，致使軍方受到責難，將軍們痛恨他。黃昏，阮文戎帶著黎光松和他的兄弟黎廣召少校，開車押往空軍基地的角落，強迫他們跪在兩個剛挖的坑裏，隨後開槍處決並掩埋。11月2日早晨，吳廷琰同意投降。陸軍軍官原本僅僅希望流放吳氏兄弟，並承諾他們人身安全。
楊文明和陳文敦請求盧西恩·科奈恩秘密派一架美國飛機來，將兄弟二人送往國外。美國助理國務卿羅傑·希爾斯曼提議說如果將軍們決定流放吳廷琰，他也應該被派到東南亞以外。他繼續預感到被他稱為一場「宮廷的諸神的黃昏」開始。
接著楊文明來到嘉隆宮，派一輛裝甲運兵車來轉移吳氏兄弟，其他人著手一場正式儀式以及由電視播報權力移交給軍人革命委員會。楊文明以一身戎裝出現，監視對吳氏兄弟的逮捕，卻發現他們已逃跑，在一個安全的場所，使他甚感羞辱。他發現吳氏兄弟半夜逃跑、使得叛軍攻擊一座空的建築物時，令他頗感受辱。然而吳廷琰藏身之處被發現並被包圍，楊文明派枚有春將軍、阮文官上校、及警衛阮文戎、楊孝義前去逮捕他們。

吳氏兄弟被捕後，阮文戎與楊孝義護送他們坐在裝甲運兵車上。在護送前出發前，楊文明向阮文戎伸出兩個右手手指，據稱是命令將其殺害的意思。半路上，阮文戎將吳氏兄弟殺害，兄弟二人屍體上佈滿彈痕。據調查陳文敦後來確定，阮文戎與楊孝義不斷刺傷吳氏兄弟後，向二人射出子彈。二人的屍體被送往軍部時，將軍們震驚了。陳文敦命令另一位將軍向媒體宣稱，吳氏兄弟遭遇事故死亡，自己前去楊文明辦公室對質。

- 陳文敦：他們為甚麼死了？
- 楊文明：他們死了又有甚麼關係？

陳文敦說楊文明以一種「傲慢」的語調回答他的問題。此時枚有春通過敞開的門進入楊文明的辦公室，不顧陳文敦的在場。枚有春立正敬禮，報告（法語，意為「任務完成」）。
楊文明讓他的下屬報告稱吳氏兄弟已經自殺。許多不清晰或相互矛盾的說法隨之產生。楊文明說：「由於疏忽，車內有一把槍。他們使用這把槍自殺了。」科奈恩迅速意識到將軍的故事是個謊言。隨後不久，吳氏兄弟血淋淋的屍體照片在媒體上出現，揭穿了將軍的謊言。陳文敦聲稱暗殺行動不在計劃內，得到洛奇的充足證實，洛奇告訴美國國務院「我確信暗殺行動不是他們指示的」。在政變數天後與科奈恩和洛奇的會面中，楊文明和陳文敦重申了他們的立場。

## 統治
11月6日，楊文明上臺，成為軍人革命委員會十二名將軍中的一人。為粉飾其是一個文官政權，在軍人革命委員會的監督下，吳廷琰的副總統阮玉書被任命為總理。雖然表面上阮玉書是吳廷琰政權的第二號人物，但他依附於吳氏兄弟而且鮮有影響力。吳廷琰看不起他，禁止他參與任何政治決策。阮玉書知道將軍們希望讓自己出任新政府首腦來作為過渡，藉此優勢他與將軍們討價還價，要求組建內閣。美國人承認了楊文明，並立即恢復了在吳廷琰掌權末期被懲罰性切斷的援助計劃。
吳廷琰倒臺後，先前因佛教徒危機和查抄舍利寺而引發的各種美國制裁被解除。美國解凍了經濟援助，已暫停的商業進口計劃及各項基本建設工程的主動權被解除，阮玉書及楊文明獲得承認。新政權的第一個命令是由楊文明簽署的臨時憲法第一號，正式中止了吳廷琰創立的1956年憲法。據說楊文明愛打麻將，愛在精英運動員圈子裏打網球，照料他的花園，透過舉辦茶話會來對抗越共、統治國家。他被批評為無精打采且漠不關心。根據斯坦利·卡諾的說法，楊文明向他悲歎自己在軍人革命委員會中的領導角色，他「沒有足夠的時間來種植蘭花、打網球」。
由楊文明解除吳廷琰的審查制度使西貢報紙重新開張，西貢的報紙報導稱，軍人革命委員會中十二名將軍的權力一樣大使得委員會無法正常運作。每位成員都能行使否決權，使他們能夠拒絕服從政治決策。阮玉書的文官政府被內鬥所困擾。根據阮玉書的助手阮玉輝的說法，陳文敦和尊室訂兩位將軍同時出任文官內閣中的職務，軍人委員會使政府無法正常運作。陳文敦和尊室訂在文官政府中是阮玉書的下屬，但二人都是軍人革命委員會成員，因而淩駕於其上。當阮玉書下達將軍們不同意的命令時，他們回到軍人革命委員會中下達一個對著幹的命令。
新聞界猛烈抨擊阮玉書，指控他的文官政府是軍人革命委員會的一個「工具」。他在吳廷琰總統任內默許腐敗也引起了質疑，他被指控幫助吳氏兄弟鎮壓佛教徒。阮玉書宣稱他曾支持查抄佛寺，還宣稱如果沒有楊文明的請求他本應該辭職。楊文明宣佈阮玉書從政變的「最開始」就參與了策劃，並對軍人革命委員會具有「充分的信心」，藉此為阮玉書具有反吳廷琰的資質而作出辯護。
1964年1月1日，由范玉草為軍人革命委員會選出的一個「人士委員會」亮相，其中包含六名文官領袖。其工作是為了給予政府中軍人及文官派系一個關於改革人權、憲法及法律系統的視角。此委員會幾乎完全由專業人士及學術領導者組成，沒有來自農業和工人運動的代表。它迅速陷入無盡的討論，在起草新憲法這一初始任務上未能獲得成功。
楊文明和阮玉書叫停了吳廷瑈的戰略邑計劃。吳廷瑈大力宣傳此計劃是解決越共暴動難題的方法，相信將農民的大規模遷移進築有防禦工事的村邑裏能夠將越共從農民的支持基礎中孤立。根據軍人委員會的說法，僅僅有8600個戰略邑在西貢的控制下，僅佔20%，其他被共產主義者佔據，反駁吳廷瑈獲得廣泛成功的宣稱。委員會加固了這些被認為是可防守的村邑，其餘的被拆除，居民遣散回到自己祖傳的土地。
楊文明統治下，大量的官員向吳廷琰看齊。許多官員在無指控狀態下任意逮捕人，大部份人後來獲得釋放。尊室訂和新的國家警察總監枚有春掌握內政部，被一致指控逮捕人時，在收受賄賂或獲得忠於他們的承諾後將人釋放。政府被批評在權力突然轉變期間解雇了大量吳廷琰由直接任命的省、區領導，導致了法律與秩序的崩潰。
臨時政府缺乏政策和計劃的方向，導致了其快速崩潰。隨著吳廷琰的倒臺，由於軍隊進入市區，許多由越共叛軍教唆的農村攻擊此起彼伏。人們越來越認為現狀不如吳廷琰時代。1963年夏季，越共的襲擊事件迅速增加，武器損失率惡化，越共叛變的比率也下降。參加政變的軍隊回到戰場以抵禦一場可能來自共產主義者的大規模鄉村攻勢。吳廷琰政府官員們對軍事統計的弄虛作假導致了誤判，吳廷琰死後顯現出各種軍事挫折。

## 被阮慶推翻
軍人革命委員會成立後，阮慶將軍開始策劃推翻它。阮慶曾參與先前的政變，期望得到大量報酬，但其他將軍們認為他不可信任，將其排除在軍人革命委員會之外。之後，更是將他調往遠離西貢的北方前線率領第1軍。阮慶後來宣稱他在吳廷琰統治下已經建立情報機構基礎設施來清除越共，但楊文明的軍人革命委員會解散了它，並釋放共產主義囚犯。阮慶藉助於控制西貢附近軍隊的陳善謙將軍，以及杜茂、阮正詩。阮慶一夥向美國官員散佈謠言，稱楊文明他們將要宣佈南越中立，並與北越簽訂終戰的和平條約。
1964年1月30日，阮慶通過不流血政變推翻了楊文明一夥，將軍人革命委員會解除了武裝。楊文明、陳文敦和黎文金醒來後，發現敵人包圍了自己的房子，以為是一些不滿的年輕軍官搞的唐吉訶德式的噱頭。
阮慶利用這場政變來報復楊文明、陳文敦、黎文金、尊室訂及枚有春。他將五人逮捕，宣稱他們是法國中立主義陰謀的成員。阮慶引用他們於1950年代初曾在法國殖民統治下的越南國軍服役作為證據，雖然阮慶也曾在該軍服役。阮慶同時也將楊文明的警衛阮文戎槍決，民眾因而害怕阮慶會帶回吳廷琰時代而引發騷亂。後來阮慶說服楊文明留任國家元首。這不完全是由於美國官員的壓力，美國官員認為受歡迎的楊文明將會是統一和穩固新政權的代理人。然而阮慶迅速將楊文明排擠。
據報導楊文明對自己曾被這位不擇手段的新貴年輕軍官罷免而感到憤怒。他也為自己的將軍同伴們，以及30名自己的下級被捕而感到不安。楊文明要求給予他們自由，作為同意留任的回報阮慶釋放了他們。與此同時，阮慶無法證實他對抗將軍們的主張。
阮慶主持了於5月舉行的審判。在獲准擔任審判小組的一名顧問前，楊文明被敷衍地控訴以濫用少量金錢。其他將軍們最終被阮慶詢問「一旦你再次於軍隊服役，你不要報復任何人。」隨後特別法庭得到將軍們的「祝賀」，卻發現他們「道德鬆弛」，由於「缺乏一個明確的政治觀念」難以勝任指揮軍隊，只限於在辦公桌前工作。阮慶的行動在陸軍軍官間產生了分歧。1965年阮慶被罷免時，他提交了檔案材料證明楊文明及其他將軍們無罪。Robert Shaplen說「此案件......仍舊是阮慶最大的難堪之一」。

## 八月與九月同阮慶的爭權
8月，阮慶起草了一個新的憲法，該憲法擴張了其個人權力並削弱了楊文明的權威，將其逐出權力中心。然而市區內爆發大型由佛教徒領導的示威，要求結束國家緊急狀態及新憲法，卻僅僅削弱了阮慶。作為回應，阮慶回憶起吳廷琰時代的羅馬天主教統治，阮慶給予了佛教徒特許權，引起陳善謙和阮文紹這兩位天主教徒的激烈反對。他們決定去除阮慶、支持楊文明，並雇傭了許多軍官。陳善謙和阮文紹尋求泰勒，並試圖得到一份發動針對阮慶的政變並擁立楊文明的私人擔保，但美國大使擔心對政府產生有害影響，不希望領導層發生更多變化。這阻止了陳善謙集團的政變企圖。
將軍們於8月26日至27日舉行了一次會議，阮慶和陳善謙互相指責對方激化了國家的騷亂。阮文紹和另一位天主教徒將軍阮有固提議換掉阮慶和楊文明，但被後者拒絕。據稱楊文明宣稱阮慶是唯一一個能夠從華盛頓獲得經濟援助的人物，所以他們支持他，驅使陳善謙憤怒地說：「顯然阮慶是美國政府的一個傀儡，我們已經對美國政府告訴我們該如何運轉內部事務而感到厭倦了。」阮慶說他會辭職，但領導層的人選未能達成共識，在高官更多的爭論之後，8月27日同意由阮慶、楊文明和陳善謙三人統治兩個月，直到一個新的文官政府建立。隨後此三人組將傘兵帶到西貢，結束了騷亂。然而，這三人組由於內部分裂而無濟於事。阮慶在決策中佔首要地位，陳善謙和楊文明被邊緣化。
9月13日，在佛教徒的壓力下而被阮慶降職的羅馬天主教將軍林文發和楊文德二人，在天主教勢力的支持下試圖發動政變。在一天的僵持後政變失敗。在政變中，楊文明保持遠離事件，激怒了阮慶，阮慶與他開始長期的對抗。至10月底，詹森政府變得越來越支持泰勒對楊文明的消極看法，並作出如果阮慶在權力鬥爭中獲勝美國的利益將會最大化的結論。美國人最終給楊文明一次「善意的旅行」，使他在不尷尬的情況下退出政壇，而陳善謙受政變牽連則被驅逐到華盛頓擔任大使。
9月，在楊文明被派往海外的前不久，軍方決定建立一個假裝成文官政府的國家高級委員會，來向憲政統治時期過渡。阮慶讓楊文明選擇該組織的17名成員，他選出的成員全是贊同自己的人。他們隨後做出推薦一名有權力的國家元首的決議，這個人選很有可能是楊文明。阮慶不希望他的對手掌權，因而與美國人說服國家高級委員會分散了固有權力，使得在這種情況下這個職位無法吸引楊文明。隨後委員會選出潘克丑為國家元首，潘克丑選出陳文香擔任總理，而軍方仍舊掌握實權。到年底，楊文明結束旅行回到越南。
阮慶及一眾年輕軍官決定讓楊文明及其他在1月政變中反對他的將軍強制退役25年；表面上這是因為阮慶等認為他們暮氣沉沉而且效率地下，但心照不宣地，而且也是更加重要地，是由於他們是權力上的潛在對手。根據阮慶及其少壯派的說法，此團夥由楊文明領導，正在策劃讓佛教徒重獲政權的陰謀。
潘克丑的簽名被要求通過裁決，但他將此事提交給了國家高級委員會，委員會拒絕了這個請求。12月19日，將軍們解散了委員會；數位成員、其他政治家們及學生領袖被捕，而楊文明及其他年老的將軍們被捕並用飛機送往波來古，隨後開除軍籍。

## 流亡
楊文明流亡曼谷，在那裡他忙於自己的愛好，例如照料花園和打網球。他仍然有許多美國朋友，尤其是中央情報局的人曾經在這段時期內支持他並為他支付牙醫帳單。美國大使埃爾斯沃思·邦克公開鄙視他，在公眾場合以下流話提到他。作為回應，楊文明在1968年寫了一篇親戰的文章給受尊重的《外交》季刊，譴責共產主義者並拒絕分享權力的協定。這有助於他得到美國的支持擯結束流亡生涯。
楊文明反對阮文紹將軍，此人仍然獲得美國的支持。1971年，楊文明計劃與阮文紹角逐總統寶座，但由於可能的反對者們受到一系列限制，顯而易見選舉是被操縱的，因而他退出。阮文紹後來成為僅有的一名候選人並繼續掌權。楊文明在此後保持一個不引人注目的形象，且在政治上相對不活躍。
楊文明被認為是「第三股力量」的潛在領袖，他能夠與北越達成妥協不通過武力達成最終的重新統一。北越政府小心迴避了評論或譴責楊文明，而他的兄弟楊文日是一名北越的將軍。1973年，楊文明提出了他自己為了越南的政治綱領，這一綱領是阮文紹和共產主義者提議的折中方案。然而阮文紹拒絕任何妥協。

## 第二個總統任期
1975年4月底，阮文紹總統逃往臺灣，於4月21日將政權交給副總統陳文香。陳文香著手與北越進行和平對話。然而在友好提議遭拒後，陳文香辭職。1975年4月27日，北越對西貢發起主要進攻，在上下兩院的聯席會議中，一致批准將總統之位交給楊文明，次日楊文明宣誓就職。法國政府認為楊文明會破壞停火協議並鼓吹自己的掌權。另有假設認為楊文明有優柔寡斷的名聲，各方勢力認為他們能夠為達到自身目的而操縱他相對容易。廣為人知的是楊文明與共產主義者長期存在聯繫，可以假定他有能力建立一個停火協議並重啟談判。這個期望完全不切實際，因為北越在戰場上已經具有壓倒性優勢、最終勝利觸手可及，所以他們沒有必要分享權力，而不顧西貢的任何政治變動。
1975年4月28日，北越人民軍在首都外圍激戰。下午過後，楊文明總統結束了提名演講，他呼籲立即停火並展開和平對話，就在這時五架自越南共和國空軍俘獲的A-37攻擊機轟炸了新山一空軍基地。邊和淪陷，第3軍指揮官阮文全將軍逃到西貢，說大部份南越陸軍領導實際上已放棄抵抗。楊文明的就職典禮被作為南越官員不會與共產主義者妥協的一個預兆。他們開始收拾行李離開，或自殺以避免被俘。
越南人民軍的縱隊在遭遇甚少抵抗的情況下推進到市中心。除了湄公河三角洲的南越軍隊仍舊完好無損且具有戰鬥力外，南越軍隊實際上已不復存在。就在4月30日05:00之前，美國大使葛拉漢·馬丁登上了一架直升機離開，至7時53分，最後一名海軍陸戰隊隊員撤離美國駐南越大使館屋頂。10時24分，在阮有幸將軍的建議下，楊文明總統來到電臺，命令南越軍隊停止戰鬥，隨後宣佈無條件投降。他宣佈：「越南共和國的政策是和平與和解的政策，旨在避免我們的人民流血。我們在這裡等待臨時革命政府接管權力以避免無用的流血。」

1975年4月30日，楊文明向越南人民軍宣布投降後，與北越士兵走出統一宮。

大約在中午，一輛北越的坦克衝破了獨立宮的大門。當共產黨軍隊進入西貢的獨立宮時，他們發現楊文明及其內閣成員坐在內閣會議室巨大的橢圓形桌子前等著他們。他們進入後，楊文明說：「革命到來了。你們在這裡。」他又補充說：「我們在這裡等候你們，以便準備將權力交給你們。」帶頭的北越軍官裴信上校回答：「不存在你移交權力的問題，你的權力早就瓦解了，你無法交出你不再擁有的東西。」下午的晚些時候，楊文明再次來到電臺，說：「我宣佈西貢的各級政府徹底解散。」
在他正式投降之後，他被召回做彙報。幾天以後，楊文明獲准回到自己的別墅。這與其他大部份留下的軍人及公務員不同，他們則是被送往再教育營，至於高級官員來說往往要在裏面關超過十年。他在那裡隱居了八年，繼續養鳥、種植異國的蘭花。可能是河內斷定楊文明在戰爭的最後年月裏沒有積極反對他們，因此讓他能夠安然無恙地平靜生活，且不參加任何政治活動。

## 第二次流亡
1983年，楊文明獲准移民法國，定居於巴黎附近。又有人認為共產党以淡出政治和歷史為基本原則准許他離開國家。1980年代末期，有推斷稱他獲准返回越南度過餘生，但這並沒有發生。1988年，他在美國加利福尼亞州的帕薩迪納和自己的女兒楊氏春梅（Dương Thị Xuân Mai）一起度過。後來他需要輪椅代步。流亡期間，楊文明保持沉默，不談論越南的事件，也不寫回憶錄。

## 死亡
2001年8月5日，楊文明在帕薩迪納的自宅中摔倒，隨後被送往該市的漢廷頓紀念醫院，次日逝世，享年85歲，葬於加利福尼亞州惠提爾的玫瑰崗紀念園。大部份海外越僑拒絕哀悼他，這些越僑至今仍對他命令南越軍人放下武器而感到憤怒，並認為越南共和國政權的覆滅應歸咎於他。